# Suonijärvet
Suonijärvet är en sjö i Kiruna kommun i Lappland och ingår i Torneälvens huvudavrinningsområde. Sjön har en area på 0,0422 kvadratkilometer och ligger 319,4 meter över havet.

## Delavrinningsområde
Suonijärvet ingår i det delavrinningsområde (753595-177056) som SMHI kallar för Mynnar i Lainioälvens vattendragsyta. Medelhöjden är 316 meter över havet och ytan är 10,13 kvadratkilometer. Räknas de 10 avrinningsområdena uppströms in blir den ackumulerade arean 118,4 kvadratkilometer. Vaikkojoki som avvattnar avrinningsområdet har biflödesordning 3, vilket innebär att vattnet flödar genom totalt 3 vattendrag innan det når havet efter 321 kilometer. Avrinningsområdet består mestadels av skog (57 procent) och sankmarker (41 procent). Avrinningsområdet har 0,19 kvadratkilometer vattenytor vilket ger det en sjöprocent på 1,8 procent.